# Clostridium botulinum
Clostridium botulinum is een grampositieve anaerobe, sporenvormende, staafvormige bacterie. De bacterie veroorzaakt botulisme. Als energiebron kan het onder meer eiwitten en koolstof verwerken.
Deze bacterie produceert het toxine botuline, een van de giftigste stoffen op aarde. Een miljoenste gram van dit gif is voldoende om een mens te doden. Om dit beter in perspectief te brengen: één gram botuline zou een miljoen mensen kunnen doden. Deze bacterie komt onder andere voor in het slik van sloten en plassen. Hij kan niet leven in het water van zo een sloot of plas: door de in het water opgeloste zuurstof wordt de bacterie onmiddellijk gedood. In hypertroof of zeer eutroof (dikwijls vervuild) water, waarin het zuurstofgehalte tot nul is teruggelopen, vermenigvuldigt de bacterie zich snel. Dit leidt tot een vergiftiging van het water die botulisme genoemd wordt. Sterfte onder waterdieren zoals eenden is hiervan het gevolg. Ook andere dieren kunnen aangedaan zijn door de bacterie.
Infecties bij mensen zijn eerder zeldzaam door goede controle op voedselveiligheid. Er bestaat een antitoxine voor behandeling.

## Sporen in voeding
Natuurproducten zoals honing kunnen besmet zijn met sporen van Clostridium botulinum. Normaal gesproken kunnen deze sporen geen kwaad, maar bij kinderen onder de 1 jaar kunnen deze sporen uitgroeien tot volwaardige bacteriën. Dit kan leiden tot de infectieziekte infantiel botulisme.